# ダン (ヤコブの子)

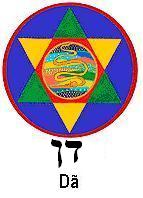

ダン（ヘブライ語: דָּן, Dan）は、『旧約聖書』創世記の登場人物。ヤコブの第5子であり、ラケルの女奴隷ビルハが生んだ。フシムという一人の息子がいた。イスラエルの十二氏族のひとつ・ダン族の先祖になる。
ヤコブが臨終の前に12人の息子たち一人一人について預言をする。その時に、ダンには蛇のような狡猾さと俊敏さがあり、敵に勝つと預言された。